# 心霊現象研究
心霊現象研究（しんれいげんしょうけんきゅう）は、英語の Psychical Research （サイキカル・リサーチ）の日本語訳のひとつ。
サイキカル・リサーチは、公認されていない超常的 (psychical) あるいは心霊的 (spiritualistic) とされる現象について、心霊現象の実在を前提とせずに、科学的に調査・研究しようとするものである。霊魂の不滅などを信じる心霊主義とは区別されるが、人的には重なる部分がある。1882年にロンドンで発足した心霊現象研究協会は、会長ヘンリー・シジウィックの下で科学的研究を志向したが、必ずしも懐疑派ではなく、中心的会員のひとりであったフレデリック・ウィリアム・ヘンリー・マイヤースは心霊現象に対して肯定的な傾向があった。草創期には心霊主義者のウィリアム・ステイントン・モーゼスも参画していた。
サイキカル・リサーチは、日本ではかねてより「心霊研究」と翻訳されることが多いが、この訳語は心霊主義と混同されやすい。日本独自に発展した心霊研究は心霊主義に基づくもので、サイキカル・リサーチとは別物である。